# Иван Чарота
Иван Алексејевич Чарота (блр. Іван Аляксеевіч Чарота; Лишчики, 16. септембар 1952 — 7. новембар 2024) био је белоруски књижевни критичар, слависта, критичар, историчар културе, преводилац, јавна личност. Чарота је доктор филолошких наука (1998) и професор (1999). Лауреат Награде Републике Белорусије „За духовни препород“ (2003). Инострани је члан Српске академије наука и уметности (2009). Члан је Удружења књижевника Белорусије, Удружења књижевника Русије и Удружења књижевника Србије (1985).

## Биографија
Рођен је 16. септембра 1952. године у селу Лишчики, Кобринског рејона, Брестке области, у Совјетској Белорусији.
Од 1969. до 1974. студирао је на Катедри за руски језик и књижевност на Филолошком факултету Белоруског државног универзитета. Након завршетка студија три године је радио као наставник у Паљацкишкој средњој школи Вороновског округа, Гродне области. Године 1977. ангажовао га је Белоруски државни универзитет, као предавача - вишег предавача, ванредног професора, а затим, након одбрањене докторске дисертације (студије трајале од 1991. до 1994. године, постао је шеф новоформиране Катедре за славистику (словенске књижевности). Кандидатску дисертацију "Творчество М.А. Шолохова и литературный процесс Югославии (1956—1986)", одбранио је на Институту у Лењинграду 1986). године, а докторску дисертацију - «Беларуская літаратура ХХ стагоддзя і працэсы нацыянальнага самавызначэння» на Белоруском државном универзитету у Минску, 1998. године.

## Научни радови и књиге
Своја научна интересовања Иван Алексејевич Чарота усмерио је првенствено на књижевности и културе словенских народа. Истражујући њихове генетске, типолошке и конкретне повезаности, постао је водећи југослависта Белорусије, високоауторитетни специјалиста у области компаративне књижевности и културологије, аутор око 600 научних радова, међу којима су књиге: «Беларуская савецкая літаратура за мяжой» (Мінск, 1988 – у сааўтарстве), «Пошук спрадвечнай існасці: Беларуская літаратура ХХ стагоддзя ў працэсах нацыянальнага самавызначэння»  (Мінск, 1995), «Сербская Праваслаўная Царква» (Мінск, 1998), «Беларуская мова і Царква» (Мінск, 2000), «Косовская битва продолжается» (Мінск, 2000), «Антологија белоруске поезије», (Београд: 1993; 2-е выданне – 2012), «Югаславянскія казкі» (Мінск, 1999), «Антологија лирике источних Словена” (Београд, 2000), «Насустрач Духу. Анталогія беларускай хрысціянскай паэзіі» (Мінск, 2001), «Насустрач Духу. Анталогія беларускай хрысціянскай прозы» (Мінск, 2002), «Слово и Дух. Антология русской духовной поезии ХХ –ХХ вв.» (Минск, 2003, 2005, 2010), “Ні на небе, ні на зямлі. Казкі славянскіх народаў” (2013), «Српска књижевност. Антологија текстова. Књ.І -V» (Мінск, 2002—2007 – на сербскай мове), “Тэорыя і практыка мастацкага перакладу” (Мінск, 2012), «Испод крила роде. Антологија савремене белоруске поезије» (Подгорица, 2014), “Беларусы пра Сербію-Югаславію” (Мінск, 2015, «Белорусија и Србија: Трагом узајамног упознавања и деловања»(Шабац, 2016), «У сусрет Духу - Антологија белоруске хришћанске поезије», Београд, 2019, «Златна птица - Белоруске народне бајке», Београд, 2020, «Наслеђе» - збирка песама Јанка Купале, Београд, 2020, у последње три наведене књиге професор И. Чарота је у својству приређивача и писца предговора или поговора.

## Научно-методолошка сфера
Професор Иван Чарота је члан 11 редакција периодичних издања (6 страних), научни саветник Белоруске Енциклопедије; Секретар библијске комисије Белоруског Егзархата Руске православне цркве и извршни уредник часописа "Православље" (Праваслаўе).
У научно-методолошкој сфери, професор је саставио следеће приручнике: «Советская литература в связях и взаимодействиях: Начала сравнительного и системного анализа» (Мінск, 1989), «Мастацкі пераклад на беларускую мову : Асновы тэорыі і практычныя рэкамендацыі» (Мінск, 1997), «Югаславянскія літаратуры і культуры» (Мінск, 1999 – у сааўтарстве), Праграма «Гісторыя славянскіх літаратур» (2000), «Гісторыя сербскай літаратуры. Практыкум» (2007).

## Преводилачки рад
Члан Удружења књижевника СССРа (односно, Удружења књижевника Белорусије), као и Русије и Србије; активно се јавља у штампи као књижевни критичар, критичар, есејиста, публициста. Више од двадесет и пет година, налази се на челу бироа за уметничко превођење и књижевне везе Удружења књижевника Белорусије, а бави се превођењем са српског, хрватског, словеначког, македонског, пољског и других језика на белоруски и руски језик, као и са белоруског и руског на српски језик. Његова постигнућа су: више од 1200 штампаних превода, укључујући и више од 70 књижних издања, међу којима су и радови познатих писаца, као што су: Патријарх српски Павле, Николај Велимировић, Јустин Поповић, Марко С. Марковић, Тадеј Штрбуловић, Иво Андрић, Бранислав Нушић, Раде Драинац, Добрица Ћосић, Невена Витошевић Ћеклић, Зоран Гавриловић, Мира Радојевић и Љубодраг Димић, Момир Лазић, Драган Лакићевић, Драгослав Михаиловић, Гроздана Олујић, Горан Петровић, Љиљана Хабјановић-Ђуровић, Бенo Зупанчич, Прежихов Воранц, Јосип Јурчич, Драго Јанчар, и други. Оснивач, састављач и преводилац серије  «Сербскае багаслоўе ХХ стагоддзя», у оквиру које је већ изашло више од четрдесет књига. Зборник српских народних бајки, коју је проф. Чарота превео на белоруски језик: ”Мовы ўсяго жывога: Сербскія народныя казкі” (Мінск: Мастацкая літаратурa, 2007), проглашена је за најлепшу књигу у Белорусији у области превода 2008. годину и награђена Националном наградом.
Један је од оснивача "Одбора за подршку Срба и Црногораца" и јавне организације "Белорусија - Сестра Србије", вршилац дужности потпредседника друштва "Белорусија - Југославија", председник друштва "Белорусија - Србија и Црна Гора."

## Награде
- Награда Републике Белорусије "За духовни препород" (2003)
- Међународна награда имена К. Острошког (Пољска, 1999)
- Међународна награда имена Фјодора Достојевског (Србија, 2007) (уручена 2012. године)
- Награда Удружења књижевника Србије (2000)
- Награда часописа "Збиља / Reality" (СРЈ, Београд, (2000, 2006);
- Међународна Православна књижевна награда "Богородица Тројеручица" (српска фондација Иванке Милошевић - (Чикаго, САД, 2011)
- Међународна књижевна награда имена Рада Драинца (Србија, 2014)
- 2014: Награда Браћа Карић
- Орден Преподобног Сергеја Радоњешког 3. степена (Руска православна црква, 2002)
- Комеморативна медаља Удружења словачких писаца (2003)
- Орден Светог Саве 3. степена (СПЦ, 2004)
- Златни знак Културно-просветне заједнице Србије (2008)
- Орден светитеља Кирила Туровског 2. степена (Белоруска православна црква, 2012)
- Сребрна медаља "За заслуге" (Србија, 2014)
- Медаља Александра Пушкина (Руска Федерација, 2015).[9]
- Награда Републике Белорусије "За духовни препород" (2019)[10]